# Euchromia brillantina
Euchromia brillantina là một loài bướm đêm thuộc phân họ Arctiinae, họ Erebidae.